# Стороженко Микола Андрійович
Мико́ла Андрі́йович Стороже́нко (нар. 24 вересня 1928, В'язове, Конотопський район, Конотопська округа — пом. 15 квітня 2015, Київ) — народний художник України, живописець, графік, член Національної академії мистецтв України, професор Національної академії образотворчого мистецтва і архітектури, лауреат Державної премії України імені Тараса Шевченка.

## Біографія

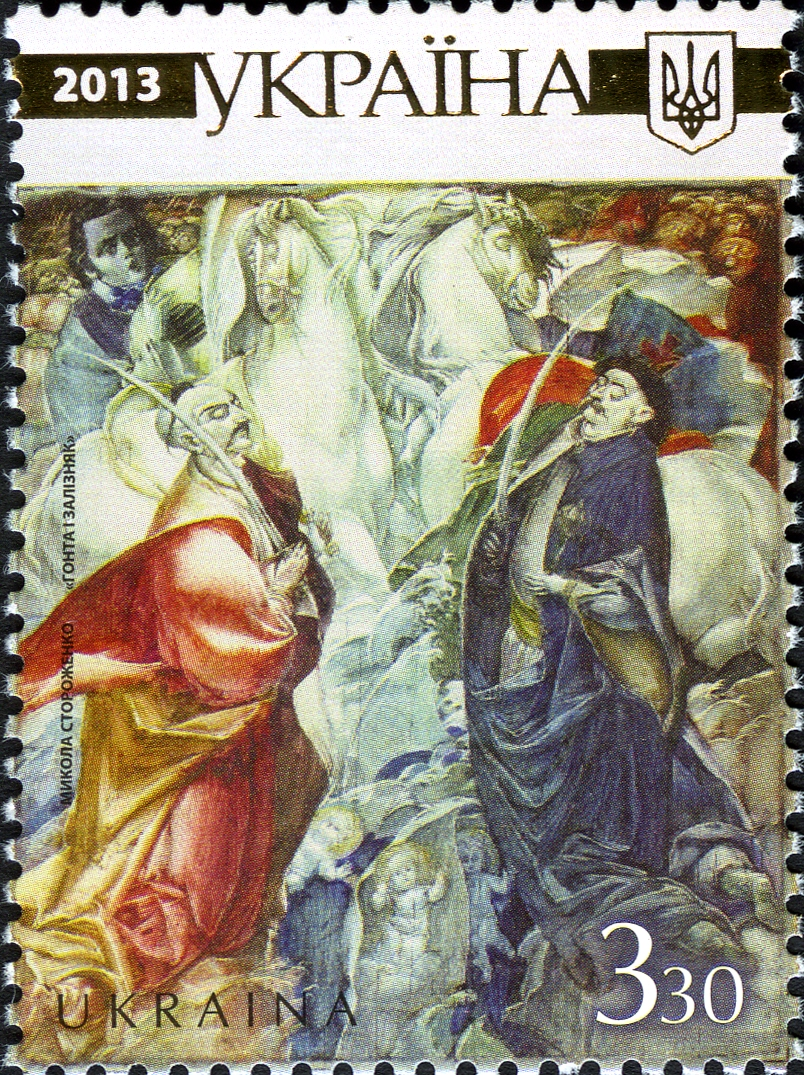
Робота «Гонта і Залізняк» на поштовій марці серії «Натхненні Кобзарем»

1956 року закінчив Київський художній інститут, де навчався на живописному факультеті у Сергія Григор'єва, Михайла Шаронова, Тетяни Яблонської.
Упродовж 1958 — 1973 років перебував на творчій роботі.
Працював у галузі станкового та монументально-декоративного живопису, книжкової графіки. Йому була властива широта мистецького кругозору, багатоплановість осмислення та образного втілення теми. Майстерне володіння технічними засобами, досконале знання їхніх технологічних особливостей визначають основу формальних рішень творів згідно зі специфікою призначення та духовною наповненістю образного ладу.
На педагогічній роботі у Національній академії образотворчого мистецтва і архітектури працював з 1973 року, з 1989 року — професор на кафедрі живопису і композиції; у 1993 році очолив новоутворену навчально-творчу майстерню живопису та храмової культури.
1997 року отримав звання Народного художника України, з 2000 року — член Національної академії мистецтв України.
Про Миколу Стороженка зняли фільм «Передчуття Голгофи».

## Твори
- Станковий живопис: «Перші сходи. Агроном» (дипломна робота, 1956), «Берізка» (1964; Севастопольський художній музей)[7]), «Мати» (1992), «Орфей і Евридіка» (1992 — 1993), «Син Божий» (1994);
- монументально-декоративне мистецтво (мозаїки): «Києво-Могилянська академія XVII—XVIII ст.» та «Львівське ставропигійне братство XVI—XVIII ст.», Київ (1969), «Осяяні світлом», Київ (1979 — 1981), «Україна скіфська. Елада степова», Лазурне Кримської Автономної Республіки (1990 — 1992);
- розписи церкви Миколи Притиска в Києві (1997 — 2000), нагороджений за них Золотою медаллю Академії мистецтв України[8];
- книжкова графіка: «Гуси-лебеді» М. Стельмаха (1966), «У катакомбах» Л. Українки (1971), «Фата моргана» М. Коцюбинського (1977), «Болгарські народні казки» (1979), «Українські народні казки» (1981 — 1985).

Художник був одним із найперших, хто зображав у художніх творах довго замовчуваних діячів науки і культури — Максима Березовського, Петра Могили, Феофана Прокоповича, Григорія Сковороди та інших.